# Gamal Abden-Nasszer
Gamal Abden-Nasszer (arabul: جمال عبد الناصر; tudományos átiratban Gamāl ʿAbd an-Nāṣir; a helyes magyar átírás: Gamál Abd en-Nászer) (Alexandria, 1918. január 15. – Kairó, 1970. szeptember 28.) egyiptomi katona és politikus, a 20. század történetének legismertebb és legkarizmatikusabb arab politikusa, Egyiptom második köztársasági elnöke, a pánarab mozgalom vezéregyénisége az 1950-es és 60-as években. Saját, iszlámtól független, pánarab szocialista ideológiája, a nasszerizmus jelentős hatást gyakorolt a Közel-Kelet és az egész arab világ modernkori történetére, emellett az el nem kötelezettek mozgalmának egyik fő szervezője is volt. Nevéhez fűződik a mintegy 72 évig tartó brit katonai jelenlét teljes felszámolása Egyiptomban és az ország nagy fokú modernizálásának megindítása, aminek eredményeként Egyiptom újra regionális nagyhatalommá vált.

## Életrajza

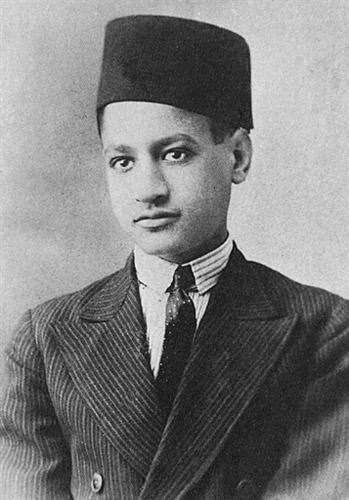
Nasszer fiatalkorában

Nasszer köznépi családból származott, apja postatisztviselő, 6 fiú- és 1 leánytestvére volt. A gyermek Nasszer általános és középiskolás éveit családi okokból sok különböző városban és iskolában végezte, így megismerhette Egyiptom társadalmának legkülönbözőbb rétegeit. A kairói Királyi Katonai Akadémia elvégzése után Felső-Egyiptomban, majd Szudánban szolgál. 1943-tól a kairói katonai akadémia tanára. Egyiptom 1948-49-es első arab izraeli háborúban elszenvedett veresége hatására fiatal tiszttársaival létrehozta a Szabad Tisztek Bizottságát, majd 1952-ben Mohamed Nagib (angol írásmóddal Naguib) mellett vezetője volt a népfelkeléssel támogatott katonai puccsnak, melynek során elűzték a népszerűtlen, gyenge kezű, Londonhoz hű I. Faruk királyt, lezárva az albán eredetű Muhammad Ali-dinasztia uralkodását Egyiptomban és Szudánban.

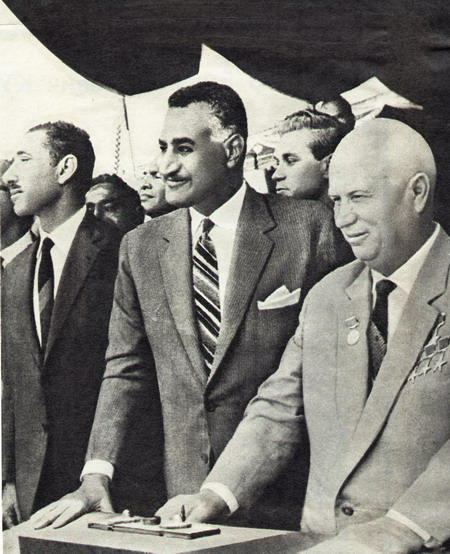
Nasszer Hruscsovval

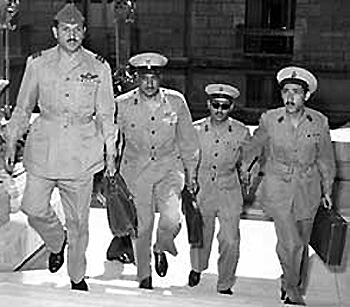
"Szabad Tisztek" / Nasszer (balról a 2.) fiatal tiszttársaival a Szabad Tisztek Bizottságának megalakítása idején.

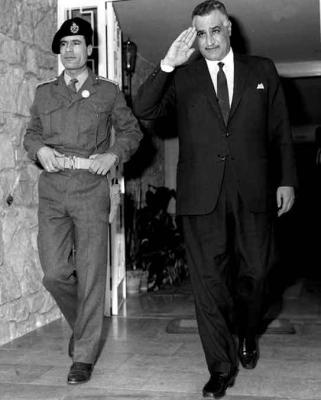
Nasszer Kadhafival 1969-ben / Két karizmatikus vezető, aki meghatározó befolyást gyakorolt az arabok 20. századi történetére.

Az Egyiptomi Köztársaságot 1953. június 18-án kiáltották ki. Első elnöke Mohamed Nagib volt, bár a valódi vezetés már ekkor is Nasszer kezében volt. Nagib lemondása (1954) után Nasszer, az 1952-es forradalom kulcsfigurája vette át az elnöki hatalmat. Nasszer lelkesítő szónoklataival, karizmatikus egyéniségével hamarosan az arab nacionalizmus legfőbb szellemi atyja lett. Nasszer olyan arab nemzetről álmodott, amely nem a régi berögződések alapján szerveződik. Nem volt hajlandó egyezkedni a nyugati hatalmakkal, és nem kötött az országa számára előnytelen kompromisszumokat. A félelem legkisebb jele nélkül szállt szembe a régi gyarmatbirodalmakkal és új szövetségeseikkel.
Nasszer igyekezett terjeszteni a forradalmi eszméket, és ezzel nem csak a szomszédos országokban okozott nyugtalanságot, hanem az európai hatalmak afrikai gyarmatain is. Az arab nép modern történetének egyik fordulópontjaként 1956-ban nyíltan szembeszállt a hagyományos gyarmatbirodalmakkal, és államosította a brit-francia magánkézben levő Szuezi-csatornát.
A brit és francia politika érthető módon nem kedvelte Nasszert, a nyugat-európai sajtóorgánumok Mussolini-stílusú fasiszta diktátorként igyekeztek őt beállítani, akinek forradalmi politikája és öntörvényű személyisége a háború szélére sodorhatja a világot. Valójában Nasszer nem hódolt a fasizmus fajgyűlölő ideológiájának, s nem volt az európai értelemben vett kommunista eszme, a szovjet ideológia elkötelezettje sem.
Nasszer 1954-re elérte, hogy a brit kormány kivonja az első világháború befejezése óta Szuezi-csatorna övezetében állomásozó csapatait, lezárva a mintegy 72 éves angol katonai jelenlétet.
1956-ban Nasszer kormánya államosította a Szuezi-csatornát, hogy annak bevételeiből teremtse elő Egyiptom korszerű fejlődésének alapjait. A pénzből akarták felépíteni a Níluson az Asszuáni-gátat és vízierőművet, e létesítményektől jelentős mezőgazdasági, ipari fejlődést reméltek.
Vezetésével az egyiptomi nép birtokába vette a Szuezi-csatornát, mely 1956-ban a szuezi válság kirobbanásához vezetett. Nasszer céljai közt szerepelt az arabok közös államban, pánarab unióban való egyesítése. Támogatásával 1958–1961 között Egyiptom és Szíria rövid életű uniót alkotott Egyesült Arab Köztársaság néven. Az 50-es évek a nasszerizmus és az arabok dicsőséges időszakát jelentette.
Nasszer kezdetben mind a nyugati hatalmaktól, mind a Szovjetuniótól független utat kívánt járni, az el nem kötelezett országok mozgalmának egyik alapítója volt. A szuezi válság alatt fokozódó ellentétbe került a NATO-tagállamokkal, miközben az ideológiailag el nem kötelezett mozgalmat támogatta. Később egyre szorosabb kapcsolatot épített ki a Szovjetunióval, amely Egyiptom fő hitelezőjévé és fegyverszállítójává vált. 1967-ben az ún. hatnapos háborúban az izraeli haderő súlyos vereséget mért Egyiptomra és Szíriára, megszállta a Sínai-félszigetet és a Golán-fennsíkot. Ez a vereség vetett véget Nasszer arab országokat egy szövetségbe olvasztó törekvéseinek.
1970-ben, 52 évesen Gamal Abden-Nasszer váratlanul, szívroham következtében halt meg. Kairói temetésén mintegy 5 milliós tömeg búcsúztatta, ez volt a világ eddigi legnagyobb temetése. Halála után hű támogatója, Anvar Szadat vette át a helyét.

## Magyarul megjelent művei
- A forradalom filozófiája; ford. Székely Jolán, jegyz. Makai György; Kossuth, Bp., 1957